# Майник кистистый
Майник кистистый (лат. Maianthemum racemosum) — вид многолетних травянистых растений рода Майник (Maianthemum) подсемейства Нолиновые (Nolinoideae). Широко распространён в Северной Америке, встречается во всех штатах США, кроме Гавайев и Аляски, во всех провинциях и территориях Канады, кроме Нунавута и Юкона, а также в Мексике.

## Ботаническое описание

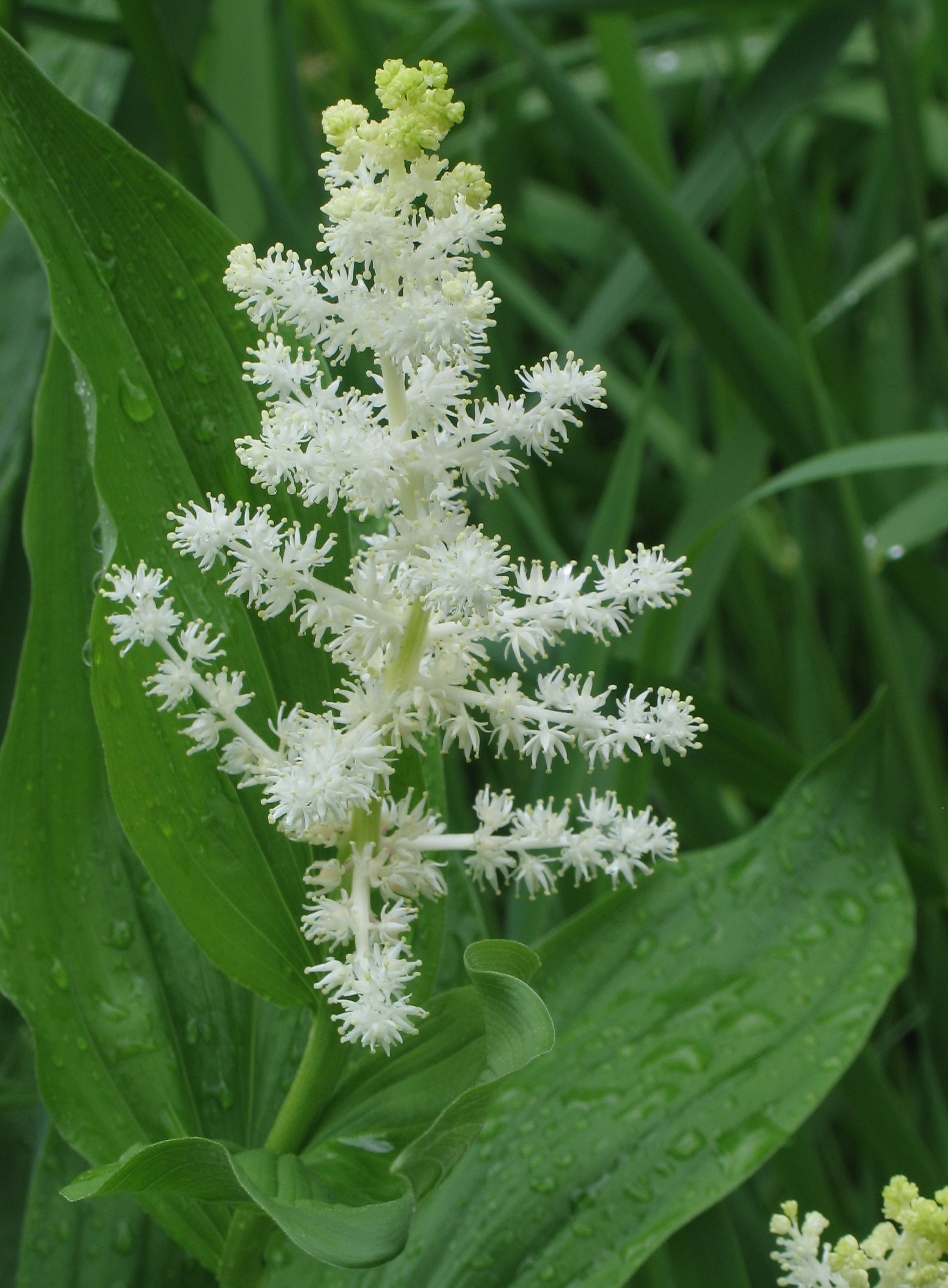
Соцветие

Многолетнее травянистое растение высотой от 50 до 90 см. Распространяется с помощью цилиндрических корневищ длиной до 30 см.
Листья расположены на стебле поочерёдно. Простая листовая пластинка продолговато-ланцетная, длиной от 7 до 15 см и шириной от 3 до 6 см. Период цветения в северном полушарии — поздняя весна. Цветки собраны в кистевидное соцветие длиной от 3 до 6 сантиметров. Гермафродитный цветок трёхцветковый. Шесть белых лепестков имеют длину от 3 до 6 мм. Плоды, первоначально зелёные, но созревающие в конце лета, становятся красными, круглыми. Количество семян внутри от 1 до 4.

## Распространение и экология
Растёт в Северной Америке на высотах до 2700 м. Обычно крепкие и пышные заросли располагаются в частичной тени на глубоких, влажных, мягких почвах. Типичным местом обитания на западе Северной Америки является тенистый овраг, а также заросли вдоль водоёмов.

## Систематика
Впервые растение было опубликовано под названием (базионимом) Convallaria racemosa Карлом Линнеем. Новое название, Maianthemum racemosum (L.) Link, было опубликовано Генрихом Фридрихом Линком.
В зависимости от автора, выделяют два подвида, встречающихся в центральной части Северной Америки:
- Maianthemum racemosum (L.) Link subsp. racemosum
- Maianthemum racemosum subsp. amplexicaule (Nuttall) LaFrankie

## Использование
Вид пригоден для выращивания на влажных, богатых гумусом почвах лесных массивов или в их частичном затенении. Был удостоен «Награды за выдающиеся садовые качества» Королевского садоводческого общества.
Молодые вегетативные части растения можно варить в воде и употреблять в пищу, пока они нежные и без листьев. Запах смутно напоминает спаржу. В любом случае собирать их следует только в том случае, если они встречаются на одном месте.
Хотя молодые части растения съедобны, после цветения или плодоношения они становятся волокнистыми и горькими. Индейцы племени оджибве собирали подземные части растения и кипятили их в течение ночи в щелочной воде, чтобы извлечь горькие вещества и нейтрализовать сильный слабительный эффект.
Молодое растение Maianthemum racemosum легко спутать с видами рода Veratrum — высокотоксичными растениями, с которыми оно имеет отдаленное родство. Поэтому его не следует употреблять в пищу без точной идентификации.